# Deta
Deta (en alemany: Detta; en hongarès: Detta; en serbi: Дета/Deta) és una ciutat del comtat de Timiș, al Banat, a l'oest de Romania. Administra un sol poble, Opatița, coneguda com a Ungarisch-Opatitz en alemany i com a Magyarapáca en hongarès.
El 2002 la població estava constituïda per romanesos (4.150), hongaresos (1.143), alemanys (389), serbis (329) i gitanos (224).